# Маасс, Леберехт
Леберехт Масс (или Маас) (нем. Leberecht Maass; 24 ноября 1863, Коркенхаген (Померания) — 28 августа 1914, в сражении при Гельголанде) — контр-адмирал Императорского флота Германии.

## Биография
Морскую карьеру будущий контр-адмирал Леберехт Маасс начал в 1883 году кадетом. В 1898 — 1901 годах являлся командующим флотилией миноносцев, с октября 1906 года по март 1908 года был директором морской академии в Киле, 7 марта 1908 года получил звание капитана-цур-зее. С апреля 1908 года по март 1909 был командиром крейсера Фрейя, с марта 1909 года по июнь 1910 года — командиром крейсера Шарнхорст, в августе-сентябре 1910 года — линейного корабля «Вайсенберг», вошедшего затем в состав флота Османской империи. 9 декабря 1913 года получил звание контр-адмирала. Погиб в сражении в Гельголандской бухте, когда его флагман SMS Кёльн был тяжело повреждён соединением британских линейных крейсеров под командованием адмирала Дэвида Битти, перевернулся и затонул.
Его именем был назван эсминец Z-1 Leberecht Maass периода Второй мировой войны и казарма торпедной школы в Мюрвике.

## Награды
- Орден Красного орла 3 класса с бантом и короной
- Орден Короны 2 класса
- Кавалер ордена Короны Италии
- Кавалер I класса ордена Святого Олафа
- Кавалер I класса ордена Меча
- Орден Османие 2 степени